# Bordeaux (vino)
Il Bordeaux è un vino francese tra i più conosciuti e apprezzati in tutto il mondo.

## Classificazione
Viene prodotto nell'Aquitania, nei dintorni della città di Bordeaux, nel dipartimento della Gironda, nelle terre situate lungo i fiumi Garonna e Dordogna. I vini Bordeaux sono rossi, bianchi secchi o liquorosi, o rosé, e sono elaborati soprattutto a partire dai seguenti vitigni:
- Cabernet franc, Cabernet-Sauvignon, Merlot, Petit Verdot, Malbec e Carménère per i vini rossi;
- Sauvignon, Sémillon e Muscadelle per i vini bianchi.

## Storia

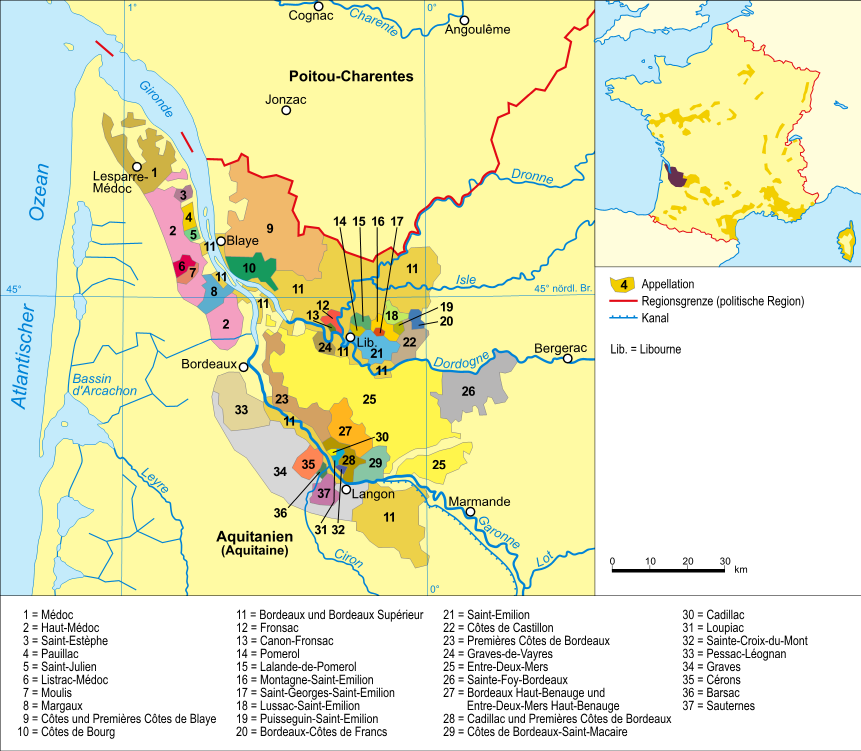
Mappa del vigneto di Bordeaux con le varie denominazioni.

Le vigne sembrano essere presenti nel bordolese fin dall'antichità: i notabili di Burdigala (Bordeaux) avrebbero deciso di creare i propri vigneti a causa dei prezzi elevati dei vini italiani e narbonesi, importati dai commercianti romani.
Nel XII secolo, l'Aquitania diventa un ducato inglese in seguito al matrimonio di Eleonora d'Aquitania con Henri Plantagenêt, conte di Angiò e re di Inghilterra sotto il nome di Enrico II. Il commercio vinicolo si sviluppa.
Nel XIII secolo La Rochelle, porto esportatore di vini bordolesi, passa sotto il dominio inglese in seguito al trattato di Brétigny; conseguentemente, Bordeaux diventa un porto esportatore di vini privilegiato a destinazione britannica. Il re d'Inghilterra concede quindi importanti privilegi fiscali ai negozianti bordolesi: i vigneti si estendono verso le zone di Libourne. All'epoca, il vino, ottenuto miscelando uve di colore diverso, era chiaro, da cui il nome usato in Francia e Inghilterra di claret. Nel 1453, dopo la battaglia di Castillon, tutta l'Aquitania ritorna in possesso del re di Francia e i privilegi di cui godeva Bordeaux sono revocati. Il commercio con l'Inghilterra è vietato.
A partire dal XVI secolo i vigneti iniziano ad assumere una struttura simile a quella dei filari presente oggi.
All'inizio del XVII secolo, il re Enrico IV affida a degli olandesi il compito di bonificare delle zone di paludi nel regno di Francia per aumentare le terre agricole: tra queste zone sono comprese la regione del Médoc e altre terre intorno a Bordeaux. Come premio, gli olandesi possono comprare a basso prezzo delle terre nelle vicinanze di Bordeaux. Gli uomini d'affari olandesi causano anche un'importante mutazione nel commercio europeo, che vede l'espansione in Europa di nuove bevande quali la cioccolata, il caffè o il tè, assieme a nuove birre e al gin. Gli olandesi incoraggiano la produzione di vini che prediligono, quali i vini bianchi dolci o scuri, non solo nel bordolese ma a Cahors e nella penisola iberica (ad esempio, i primi vini di Porto). Il Bordeaux deve fare fronte a numerosi concorrenti.
La famiglia bordolese Pontac, proprietaria della regione di Bordeaux, sceglie quindi di migliorare la qualità della coltivazione del suo vino: il territorio e le vigne sono curate, i vini vengono messi in barrique nuove e di quercia. Nel 1666, approfittando di un albergo di sua proprietà a Londra, aperto dal figlio e successore François-Auguste de Pontac dopo il grande incendio, Arnaud III de Pontac fa conoscere i suoi vini in Inghilterra, che sono così apprezzati che finiscono per essere venduti più cari degli altri Bordeaux. Anche gli altri negozianti seguono quindi questa strada, che si rivela vincente: i vigneti si estendono ulteriormente fino al Médoc e al Sauternes, e nelle regioni di Blaye e Bourg. Vengono creati i grandi vigneti del Médoc ed i grand cru bordolesi.
Nel 1680, Jean-Baptiste Braneyre, notaio reale a Bordeaux, acquistò una parte del domaine Beychevelle e divenne il primo proprietario dello Château Branaire-Ducru, conscio delle grandi virtù che quei terreni erano in grado di infondere al vino rosso.
Durante il Secondo Impero francese i grandi vini rossi di Saint-Émilion, Fronsac e Pomerol diventano i vini di prima qualità della produzione bordolese.

## Clima e Geografia

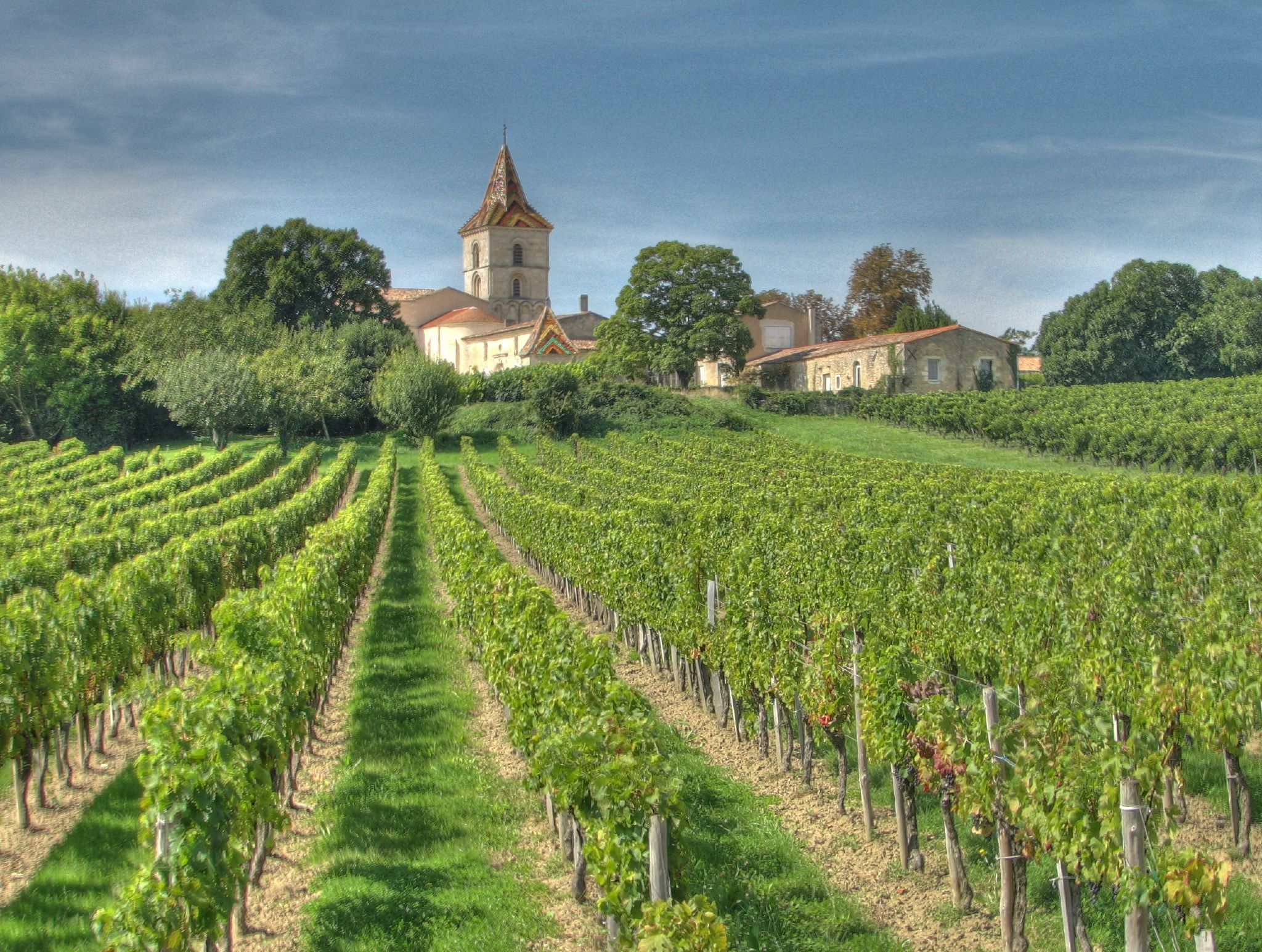
Vigneto del château Mouton-Rotschild, a Blaye

I vigneti di Bordeaux si distinguono per la loro posizione geografica rispetto alla Garonna:
- vigneti del Médoc: si trovano sulla riva sinistra dell'estuario della Gironda, da Saint-Vivien-de-Médoc al nord fino a Bordeaux al sud.
- vigneti dei Graves: al sud di Bordeaux, lungo la Garonna, fino a Langon.
- vigneti di Blaye e Bourg: tra la riva destra della Gironda e la frontiera del dipartimento della Charente Marittima.
- vigneti del libournese: riva destra della Dordogna, da Libourne a est fino al limite del dipartimento della Dordogna a ovest.
- vigneti Entre-Deux-Mers (tra i due mari): tra la Dordogna e la Garonna all'interno del dipartimento della Gironda.

## Uve

### Per il vino rosso
Il Bordeaux rosso è generalmente ottenuto da una miscela di uve. Le uve consentite sono Cabernet Sauvignon, Cabernet Franc, Merlot, Petit Verdot, Malbec e Carménère. Oggi il Carménère è usato raramente, con lo Château Clerc Milon, un Bordeaux di quinta crescita, che è uno dei pochi a conservare ancora le viti di Carménère. A partire da luglio 2019, le cantine bordolesi hanno autorizzato l'uso di quattro nuove uve rosse per combattere gli effetti dei cambiamenti climatici sulla viticoltura a Bordeaux, ma solo per i vini designati come Bordeaux o Bordeaux Supérior. Queste uve appena approvate sono Marselan, Touriga Nacional, Castets e Arinarnoa.

### Per il vino bianco
Il Bordeaux bianco è prevalentemente, ed esclusivamente nel caso del Sauternes dolce, ottenuto da Sémillon, Sauvignon blanc e Muscadelle. Le miscele tipiche sono 80% Sémillon e 20% Sauvignon blanc. Come per i rossi, i vini bianchi bordolesi sono solitamente miscele, più comunemente di Sémillon e una percentuale minore di Sauvignon blanc. Altri vitigni ammessi sono Sauvignon gris, Ugni blanc, Colombard, Merlot blanc, Ondenc e Mauzac. Recentemente consentite dalle cantine bordolesi, sono state aggiunte tre nuove uve bianche: Alvarinho, Petit Manseng e Liliorila.